# 华阳河农场总场
华阳河农场总场，是中国安徽省安庆市宿松县下辖的一个乡镇级行政单位。

## 行政区划
华阳河农场总场共辖以下地区：
华阳河一分场、华阳河二分场、华阳河四分场、华阳河五分场、华阳河总场场部。